# Родослав Ольгович
Родослав Ольгович (ум. 14 ноября 1407) — сын великого князя рязанского Олега Ивановича.

## Биография
Получил редкое имя Родослав (Рослав, Родислав), прежде не встречавшееся в родовом именослове Рюриковичей. Ф. Б. Успенский считает это имя «сконструированным».
В 1397 году оставлен заложником в Орде, как гарант мира с ханом, но Родослав бежал, что отмечено в лицевом летописном своде XVI века: Той же зимой прибежал из орды князь Родослав, сын Олега Ивановича Рязанского. Данный побег вызвал поход хана на Рязань и Любутск.

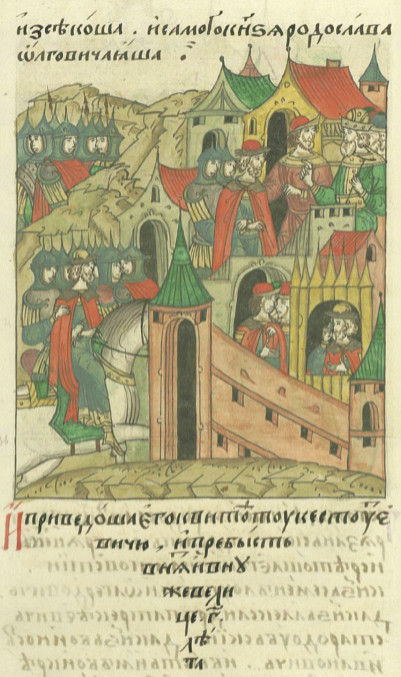
Родослав в плену у Витовта

В 1402 году возглавил рязанское войско в походе на Брянск, но был перехвачен у Любутска литовскими войсками под руководством князей Лугвения и Александра Патрикеевича. В битве под Любутском рязанское войско было разбито, а сам Родослав Ольгович попал в плен. Весть о поражении войска и пленении сына спровоцировала последовавшую вскоре смерть великого князя рязанского Олега Ивановича.
В 1405 году был выкуплен из литовского плена своим братом, великим князем рязанским Федором Ольговичем за 3000 рублей. Спустя два года умер. В лицевом летописном своде XVI века за 1407 года отмечено: В ту же осень месяца ноября  в 14 день преставился князь Родослав рязанский, сын Олега Рязанского, внук Иванов.